# 嫦娥

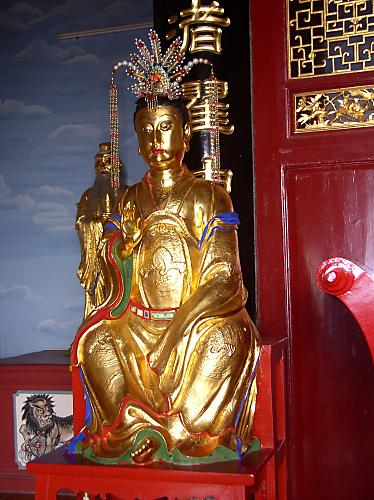
マレーシアのペナン州にある天公壇（玉皇大帝を祀る廟）の嫦娥像。

嫦娥（じょうが、こうが）は、中国神話に登場する人物。后羿の妻。古くは姮娥（こうが）と表記された。

## 伝説
甲骨文には、「娥」という神が記されており、これが嫦娥のことであると考えられる。
『淮南子』覧冥訓によれば、もとは仙女だったが地上に下りた際に不死でなくなったため、夫の后羿が西王母からもらい受けた不死の薬を盗んで飲み、月（月宮殿）に逃げ、蟾蜍（ヒキガエル）になったと伝えられる（嫦娥奔月）。
別の話では、后羿が離れ離れになった嫦娥をより近くで見るために月に向かって供え物をしたのが、月見の由来だとも伝えている。
『淮南子外八篇』によると、后羿が狩りの最中に月桂樹の下で嫦娥と出会ったという。
『楚辞』天問では虹を切り開き衣服と為したとされる。
「姮娥」が本来の表記であったが、前漢の文帝の名が「恒」であるため、字形のよく似た「姮」を避諱して「嫦」を用いるようになった。のちに旁の「常」の影響を受けて読みも「じょうが」（に対応する中国語での発音）に変化した。

## 民間伝承
海南島などでは、8月15日（中秋節）の晩に少女たちが水をはった器の中に針を入れて嫦娥（月娘）に自分の運命の吉凶を示してもらう、という習俗があった。針がすっかり沈んでしまって少しも浮かばないと運命は凶であるという。
中国の民俗宗教では、嫦娥を月神とみなし、中秋節に祀っている。道教の月神「太陰星君」（その名は「結璘」）とは別人である。

## 嫦娥という単語の使用例
嫦娥という単語は「月の女神」あるいは「天女」という語義で使用されることもある。アメリカで出版されたウィリアム・スウィントン（William Swinton）による英語のリーダー『Swinton's Fifth Reader and Speaker』（1883年）では同書の17章にあたる「The Moon-Maiden」で、日本の駿河国（静岡県）を舞台として羽衣をもつ仙女を登場させ、それを「Moon-Maiden」の単語を用いて表現しているが、それを邦訳した『スウヰントン氏第五読本直訳』（1889年）では、「Moon-Maiden」をすべて「嫦娥」と翻訳している。